# いつか (斉藤由貴の曲)
「いつか」は、1992年1月に斉藤由貴がリリースした15枚目のシングルである。

## 概要
1991年12月にリリースされたアルバム『LOVE』からのシングルカット。アルバムとは多少アレンジが異なっている。表題曲、カップリング曲共に斉藤自身が作詞を手掛けている。

## 収録曲
1. いつか (シングル・ヴァージョン)
  - 作詞: 斉藤由貴／作曲: 山口美央子／編曲: 上杉洋史
2. Yours
  - 作詞: 斉藤由貴／作曲: 山口美央子／編曲: 上杉洋史